# François-Joseph Gossec
François-Joseph Gossec (Vergnies, Hennegau, 1734 – Passy-lès-Paris, 16 de febrer de 1829) va ser un compositor franco-belga, notable director i cofundador del Conservatori de París. Es considera un dels pares de la simfonia clàssica, al costat de Sammartini, Haydn i els compositors de l'escola de Mannheim.
Al seu poble nadiu se li erigí un bust l'any 1877.

## Orígens
François-Joseph Gossec va néixer a Vergnies, actualment un municipi belga. Fill d'un pagès, va estudiar música a Walcourt. Va ser cantor en el cor de la catedral d'Anvers, i va completar els seus estudis musicals a Brussel·les i Lieja. L'any 1751, s'instal·la a París on és admès com a violinista de l'orquestra d'Alexandre Le Riche de La Pouplinière, de la que Jean-Philippe Rameau (1683-1764) va ser director fins al 1753. En aquest període, entra amb contacte amb Johann Stamitz, qui assumirà el càrrec de director de La Pouplinière aquell mateix any. Stamitz, abans de partir a Mannheim el 1755, deixarà el càrrec a Gossec, que en serà director fins a la mort del seu protector. El desembre del 1762 l'orquestra es dispersa.
Gossec treballa també, pel Príncep de Condé a Chantilly i a París (Palau de la Rue du Temple), on era maistre de musique d'una petita orquestra per a la qual va compondre diverses òperes i simfonies força brillants. Entra en contacte amb el clavecinista Johann Schobert. L'any 1760 (1762?) estrena la Messe des morts (a l'església de Saint-Roch de París), una de les seves obres més admirades i que el va fer conegut arreu de França. Wolfgang Amadeus Mozart, durant un viatge a París el 1778 coneix a Gossec el qual li entrega una còpia d'aquesta missa. Una de les característiques més peculiars d'aquesta obra és que utilitza (possiblement per primera vegada) tres trombons. Així va quedar testimoniada a l'estrena d'aquesta obra: «L'audiència estava exaltada per l'efecte sinistre dels tres trombons conjuntament amb els quatre clarinets, quatre trompetes i quatre trompes i fagots, amagats a la distància i a una certa altura en l'església, per anunciar el judici final, mentre l'orquestra expressava terror amb un fluix trèmolo de la corda».
L'any 1769 funda el Concert des amateurs que dirigeix fins al 1773. Tal com diu el seu nom estava formada per aficionats, encara que també per alguns professionals del Concert Spirituel. Aquesta va ser una de les primeres societats públiques de concerts a París que no eren finançades per l'Estat, recaient l'administració financera a dues figures de la noblesa francesa i a base de les subscripcions públiques. Els concerts es feien a l'Hotel Soubise (actual Museu d'Història de França). S'interpretaven obres de compositors contemporanis que buscaven estrenar les seves obres. L'orquestra comptava amb 40 violins i violes, 12 violoncels, 8 contrabaixos, i el complement habitual d'instruments de vent de fusta i vent-metall. No hi ha dates exactes, ni cap llista sobre el nombre de músics. El 1781 es dissol la societat, possiblement per raons financeres. Del 1773 al 1777 conjuntament amb Pierre Gaviniés i Simon Leduc (violinistes) emprèn la direcció del Concert Spirituel (un festival de concerts celebrats anualment al Palau de les Teuleries), l'orquestra de la qual l'any 1774 comptava amb 12 primers violins, 12 segons violins, 4 violes, 12 violoncels, 4 contrabaixos, 2 flautes, 3 oboès, 2 clarinets, 4 fagots, 2 trompes, 2 trompetes i timbales. Amb aquest conjunt, Gossec va difondre la seva obra simfònica, així com algun oratori (La Nativité) i el seu primer Te Deum, i també obres de compositors contemporanis. Va ser el primer a dirigir simfonies de Joseph Haydn a París, les quals van arribar a tenir molt més èxit entre l'audiència parisenca que les del mateix compositor. Gossec a partir de la dècada del 1780 va deixar pràcticament de compondre simfonies per dedicar-se a la composició d'òperes inspirat especialment en Christoph Willibald Gluck, qui havia signat un contracte anys abans amb l'Òpera de París. No sabem gaire de la relació entre Gluck i Gossec, però sí que es pot afirmar que Gossec havia fet algunes revisions de les òperes de Gluck durant la seva estança a París. Gossec havia estat nomenat sub-director de l'òpera de París aquell mateix any, un càrrec que va reforçar-se després de la dimissió d'Antoine Dauvergne, el 1782, i era cap del comitè que supervisava els afers de l'òpera. El 1784, organitza l'Ècole Royale de Chant et de Declamation, de la que més tard, l'any 1795, naixeria el Conservatori de París.

## Revolució
És a partir del 1789 quan la carrera del compositor passa per un punt d'inflexió, en el qual hi ha una certa renovació estilística important, que ja s'havia gestat durant la seva estada a l'Òpera de París. El 1789 deixa el seu càrrec a l'òpera i assumeix la direcció de Le corps de la Garde Nationale conjuntament amb Bernard Sarette (1765-1758). Amb aquest càrrec, Gossec va ajudar a la difusió del "musica civica": les cançons, els cors, les marxes i les bandes simfòniques, adreçades a les grans masses per la interpretació a l'aire lliure, eren la nova veu del règim polític. En el primer aniversari de la caiguda de la Bastilla, el seu Te Deum va ser interpretat a la Festa de la Federació per 1000 coristes i una gran orquestra. El 1790, s'estrena també una de les seves obres més cèlebres, la Marche Lugubre que utilitza una instrumentació especial (serpentó, gong, timbales militars i una tuba corba) i està escrita en un estil molt cromàtic. Aquesta obra està composta per ambientar la cerimònia en la qual es portaven les despulles de Voltaire i Jean-Jacques Rousseau al Panteó de París.
"L'Offrande à la liberté" (1792) dramatitza la batalla entre els revolucionaris francesos i els seus enemics, que culmina amb l'aparició de la melodia de La Marsellesa en la qual instrumenta la repetició de cada vers de manera diferent. Aquesta obra va tenir un èxit rotund, arribant a executar-se 143 vegades a l'Òpera de Paris fins a l'any 1797. Altres obres importants d'aquest període són Le Triomphe de la République (lletra de Marie-Joseph Chénier) o Le camp Grandpré (1793); aquesta tragèdia lírica (escrita per a gran orquestra, cors i acompanyada de recitatius) té un ballet final amb una dansa amb l'Entrée des Nations que consta d'una polonesa, una anglesa, una dansa de negres i una ranz des vaches (pastoral suïssa).
El servei prestat al nou ordre polític va fer que Gossec fos nomenat "Tyrtée" de la Revolució, rebés els honors de l'Acadèmia de Belles Arts (1795), podent així ingressar-hi, i fos nomenat Cavaller de la Legió d'Honor l'any 1804. Tot i així amb l'ascens de Napoleó i del consolat l'any 1799, Gossec acabaria la seva carrera com a compositor: només va escriure dues obres importants, la Symphonie à 17 parties (1809, en la qual compon un minuet en forma de fuga) i la Dernière Messe des Vivants (1813). El compositor, anys enrere, va intervenir en la formació del Conservatori de París el 1795, on finalment va acabar posant les seves energies per ensenyar composició (conjuntament amb Cherubini, Lesueur i Méhul), i on va tenir alumnes com Charles Luce-Varlet, Marie-Alexandre Guénin, Louis François Dauprat, Joseph Bologne de Saint-George, Gustave Dugazon entre d'altres. Va escriure un mètode de solfeig i un de cant (amb la col·laboració d'altres professors), un tractat d'harmonia i un de contrapunt (Les principes de contrepoint). Quan el rei Lluís XVIII va dissoldre el Conservatori l'any 1816, Gossec va perdre la seva feina com a professor. Va passar els últims anys de la seva vida en un barri de Paris (Passy) on va morir el 1829. Cherubini, i alguns altres amics del compositor van col·laborar en el seu servei funerari.

## Obra
(Llista no exhaustiva)

### Simfonies
- Sei sinfonie a più instrumenti Op.5 (c1761-62)
- Sis simfonies Op.6 (c1762)
- Sis simfonies a grande orchestre Op.12 (1769)
- Simfonia de Chasse, c1773 (1776)
- Simphonie à 17 parties (autografiada el 1809)

### Escrits
- Sur l'introduction des cors, des clarinettes et des trombones dans les orchestres français, Revue Musicale, v (1829), p. 217-23

## Discografia selecta
- Gossec, François Joseph. Symphonies Oeuvre VIII. Guy van Waas, Les Agreements. Ricercare 2008.